# Taurhynchus mystaceus
Taurhynchus mystaceus là một loài ruồi trong họ Asilidae. Taurhynchus mystaceus được Macquart miêu tả năm 1846. Loài này phân bố ở vùng Tân nhiệt đới.